# Cheng-Huang

Cheng-Huang var en jordgud i kinesisk mytologi.
Cheng-Huang tillbads av lokala ledare som skydd för skörden. Med tidens gång antog han alltmer gestalten som ämbetsman.
Cheng-Huang hade också rollen att förvissa sig om att dödsguden Yen-Lo inte tog fler själar än de som var ämnade att dö. Han associerades på så vis också med domen vid livets slut.